# François Nicolas Benoît Haxo

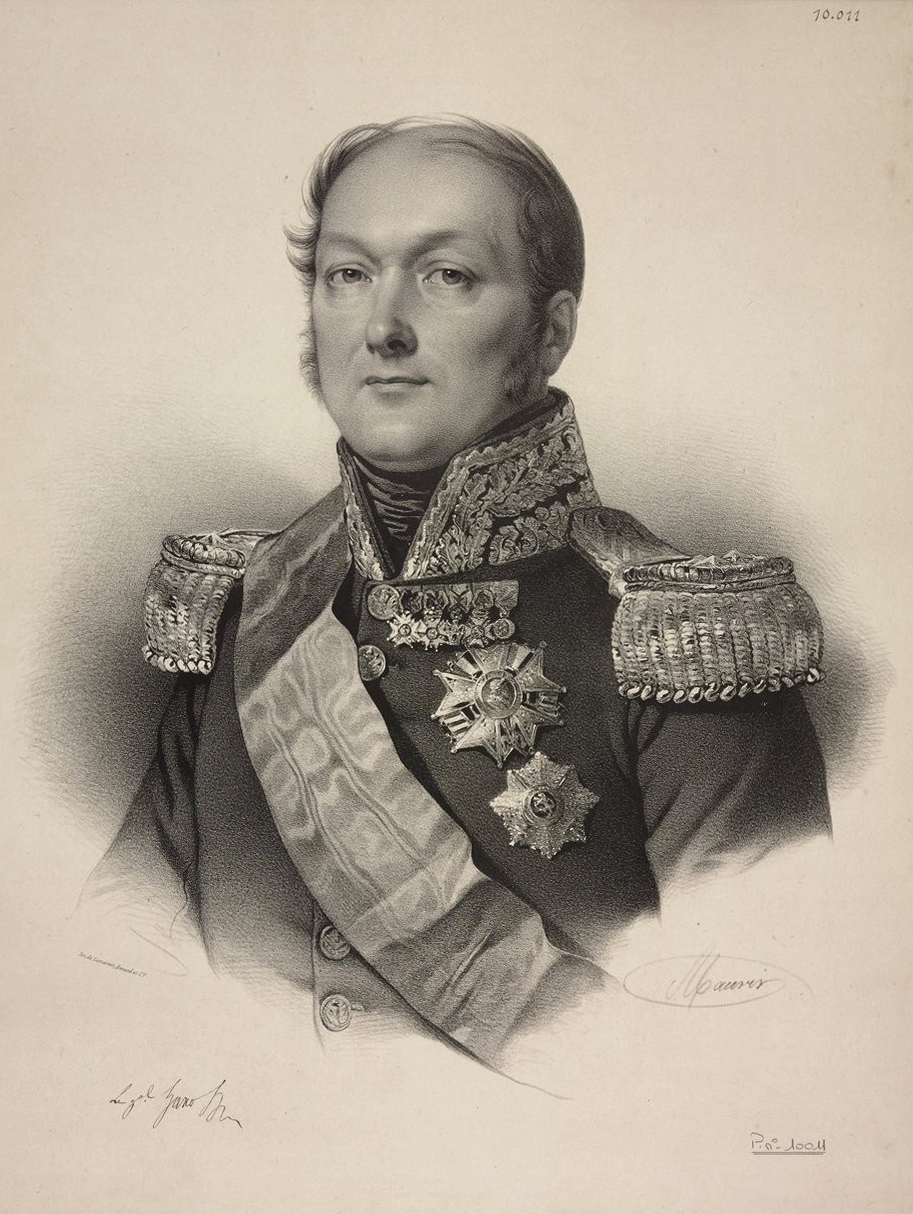
François Nicolas Benoît Haxo

Baron François Nicolas Benoît de Haxo (* 24. Juni 1774 in Lunéville; † 25. Juni 1838 in Paris) war ein französischer General.

## Leben
Haxo trat frühzeitig in das Ingenieurkorps ein. Nachdem er am Rhein und in der Schweiz gekämpft hatte und die Festungen Bitsch und Genf ausgebaut hatte, tat er sich bei der Belagerung von Saragossa 1809 besonders hervor. Zum Colonel befördert, nahm er mit großem Erfolg an der Schlacht bei Wagram teil und erwarb sich erneut besondere Anerkennung in Spanien durch die schnelle Einnahme von Lleida und Mequinenza. 1812 gehörte er als Général de brigade dem Generalstab Napoleons an und wurde für seine hervorragenden Leistungen in der Schlacht bei Mahiljou zum Général de division befördert. 
Nachdem Haxo 1813 die Befestigung Hamburgs geleitet hatte, wurde er Vandamme zugeteilt, geriet bei Kulm in Gefangenschaft und wurde nach dem Pariser Frieden vom 30. Mai 1814 wieder entlassen. Obwohl er 1815 während der Episode der Hundert Tage wieder zu Napoleon übergegangen war und an der Schlacht bei Waterloo teilgenommen hatte, ernannte ihn König Ludwig XVIII. zum Generalinspektor des Geniewesens. 1832 leitete Haxo unter Gérard die Belagerung der Zitadelle von Antwerpen und beendete seine militärische Laufbahn mit der Ausarbeitung eines Entwurfs für die Befestigung von Paris. 1832 wurde Haxo zum Pair erhoben.
François Nicolas Benoît Baron Haxo starb einen Tag nach seinem 64. Geburtstag am 25. Juni 1838 in Paris und fand auf dem Cimetière du Père-Lachaise seine letzte Ruhestätte.

## Ehrungen
- 13. März 1811 baron de l’Empire in der Noblesse impériale
- 1814 Chevalier des Ordre royal et militaire de Saint-Louis
- 1828 Commandeur des Ordre royal et militaire de Saint-Louis
- 1833 Großkreuz der Ehrenlegion
- 2. Oktober 1865 wurde die Rue Haxo im 19. und 20. Arrondissement von Paris nach ihm benannt.
- Die Rue Haxo in Marseille wurde ebenfalls nach ihm benannt.
- Sein Name findet sich am westlichen Pfeiler (36. Spalte) des Triumphbogens am Place Charles-de-Gaulle (Paris).